# Danh sách xã thuộc tỉnh Bình Định
Tính đến ngày 1 tháng 12 năm 2024, tỉnh Bình Định có 155 đơn vị hành chính cấp xã, trong đó có 115 xã.
Dưới đây là danh các xã thuộc tỉnh Bình Định hiện nay.
| Xã            | Trực thuộc         | Diện tích (km²) | Dân số (người) | Mật độ dân số (người/km²) | Thành lập |
| ------------- | ------------------ | --------------- | -------------- | ------------------------- | --------- |
| An Dũng       | Huyện An Lão       |                 |                |                           |           |
| An Hòa        | Huyện An Lão       |                 |                |                           |           |
| An Hưng       | Huyện An Lão       |                 |                |                           |           |
| An Nghĩa      | Huyện An Lão       |                 |                |                           |           |
| An Quang      | Huyện An Lão       |                 |                |                           |           |
| An Tân        | Huyện An Lão       |                 |                |                           |           |
| An Toàn       | Huyện An Lão       |                 |                |                           |           |
| An Trung      | Huyện An Lão       |                 |                |                           |           |
| An Vinh       | Huyện An Lão       |                 |                |                           |           |
| Ân Đức        | Huyện Hoài Ân      |                 |                |                           |           |
| Ân Hảo Đông   | Huyện Hoài Ân      |                 |                |                           |           |
| Ân Hảo Tây    | Huyện Hoài Ân      |                 |                |                           |           |
| Ân Hữu        | Huyện Hoài Ân      |                 |                |                           |           |
| Ân Mỹ         | Huyện Hoài Ân      |                 |                |                           |           |
| Ân Nghĩa      | Huyện Hoài Ân      |                 |                |                           |           |
| Ân Phong      | Huyện Hoài Ân      |                 |                |                           |           |
| Ân Sơn        | Huyện Hoài Ân      |                 |                |                           |           |
| Ân Thạnh      | Huyện Hoài Ân      |                 |                |                           |           |
| Ân Tín        | Huyện Hoài Ân      |                 |                |                           |           |
| Ân Tường Đông | Huyện Hoài Ân      |                 |                |                           |           |
| Ân Tường Tây  | Huyện Hoài Ân      |                 |                |                           |           |
| Bình Hòa      | Huyện Tây Sơn      |                 |                |                           |           |
| Bình Nghi     | Huyện Tây Sơn      |                 |                |                           |           |
| Bình Tân      | Huyện Tây Sơn      |                 |                |                           |           |
| Bình Thành    | Huyện Tây Sơn      |                 |                |                           |           |
| Bình Thuận    | Huyện Tây Sơn      |                 |                |                           |           |
| Bình Tường    | Huyện Tây Sơn      |                 |                |                           |           |
| Bok Tới       | Huyện Hoài Ân      |                 |                |                           |           |
| Canh Hiển     | Huyện Vân Canh     |                 |                |                           |           |
| Canh Hiệp     | Huyện Vân Canh     |                 |                |                           |           |
| Canh Hòa      | Huyện Vân Canh     |                 |                |                           |           |
| Canh Liên     | Huyện Vân Canh     |                 |                |                           |           |
| Canh Thuận    | Huyện Vân Canh     |                 |                |                           |           |
| Canh Vinh     | Huyện Vân Canh     |                 |                |                           |           |
| Cát Chánh     | Huyện Phù Cát      |                 |                |                           |           |
| Cát Hải       | Huyện Phù Cát      |                 |                |                           |           |
| Cát Hanh      | Huyện Phù Cát      |                 |                |                           |           |
| Cát Hiệp      | Huyện Phù Cát      |                 |                |                           |           |
| Cát Hưng      | Huyện Phù Cát      |                 |                |                           |           |
| Cát Lâm       | Huyện Phù Cát      |                 |                |                           |           |
| Cát Minh      | Huyện Phù Cát      |                 |                |                           |           |
| Cát Nhơn      | Huyện Phù Cát      |                 |                |                           |           |
| Cát Sơn       | Huyện Phù Cát      |                 |                |                           |           |
| Cát Tài       | Huyện Phù Cát      |                 |                |                           |           |
| Cát Tân       | Huyện Phù Cát      |                 |                |                           |           |
| Cát Thành     | Huyện Phù Cát      |                 |                |                           |           |
| Cát Thắng     | Huyện Phù Cát      |                 |                |                           |           |
| Cát Trinh     | Huyện Phù Cát      |                 |                |                           |           |
| Cát Tường     | Huyện Phù Cát      |                 |                |                           |           |
| Đak Mang      | Huyện Hoài Ân      |                 |                |                           |           |
| Hoài Châu     | Thị xã Hoài Nhơn   |                 |                |                           |           |
| Hoài Châu Bắc | Thị xã Hoài Nhơn   |                 |                |                           |           |
| Hoài Hải      | Thị xã Hoài Nhơn   |                 |                |                           |           |
| Hoài Mỹ       | Thị xã Hoài Nhơn   |                 |                |                           |           |
| Hoài Phú      | Thị xã Hoài Nhơn   |                 |                |                           |           |
| Hoài Sơn      | Thị xã Hoài Nhơn   |                 |                |                           |           |
| Mỹ An         | Huyện Phù Mỹ       |                 |                |                           |           |
| Mỹ Cát        | Huyện Phù Mỹ       |                 |                |                           |           |
| Mỹ Chánh      | Huyện Phù Mỹ       |                 |                |                           |           |
| Mỹ Chánh Tây  | Huyện Phù Mỹ       |                 |                |                           |           |
| Mỹ Châu       | Huyện Phù Mỹ       |                 |                |                           |           |
| Mỹ Đức        | Huyện Phù Mỹ       |                 |                |                           |           |
| Mỹ Hiệp       | Huyện Phù Mỹ       |                 |                |                           |           |
| Mỹ Hòa        | Huyện Phù Mỹ       |                 |                |                           |           |
| Mỹ Lộc        | Huyện Phù Mỹ       |                 |                |                           |           |
| Mỹ Lợi        | Huyện Phù Mỹ       |                 |                |                           |           |
| Mỹ Phong      | Huyện Phù Mỹ       |                 |                |                           |           |
| Mỹ Quang      | Huyện Phù Mỹ       |                 |                |                           |           |
| Mỹ Tài        | Huyện Phù Mỹ       |                 |                |                           |           |
| Mỹ Thành      | Huyện Phù Mỹ       |                 |                |                           |           |
| Mỹ Thắng      | Huyện Phù Mỹ       |                 |                |                           |           |
| Mỹ Thọ        | Huyện Phù Mỹ       |                 |                |                           |           |
| Mỹ Trinh      | Huyện Phù Mỹ       |                 |                |                           |           |
| Nhơn An       | Thị xã An Nhơn     | 8,9             |                |                           |           |
| Nhơn Châu     | Thành phố Quy Nhơn | 3,58            |                |                           |           |
| Nhơn Hải      | Thành phố Quy Nhơn | 12,13           |                |                           |           |
| Nhơn Hạnh     | Thị xã An Nhơn     | 11,03           |                |                           |           |
| Nhơn Hậu      | Thị xã An Nhơn     | 12,26           |                |                           |           |
| Nhơn Hội      | Thành phố Quy Nhơn | 40,8            |                |                           |           |
| Nhơn Khánh    | Thị xã An Nhơn     | 8,65            |                |                           |           |
| Nhơn Lộc      | Thị xã An Nhơn     | 12,28           |                |                           |           |
| Nhơn Lý       | Thành phố Quy Nhơn | 12,13           |                |                           |           |
| Nhơn Mỹ       | Thị xã An Nhơn     |                 |                |                           |           |
| Nhơn Phong    | Thị xã An Nhơn     | 8,20            |                |                           |           |
| Nhơn Phúc     | Thị xã An Nhơn     | 10,23           |                |                           |           |
| Nhơn Tân      | Thị xã An Nhơn     | 63,17           |                |                           |           |
| Nhơn Thọ      | Thị xã An Nhơn     | 32,16           |                |                           |           |
| Phước An      | Huyện Tuy Phước    |                 |                |                           |           |
| Phước Hiệp    | Huyện Tuy Phước    |                 |                |                           |           |
| Phước Hòa     | Huyện Tuy Phước    |                 |                |                           |           |
| Phước Hưng    | Huyện Tuy Phước    |                 |                |                           |           |
| Phước Lộc     | Huyện Tuy Phước    |                 |                |                           |           |
| Phước Mỹ      | Thành phố Quy Nhơn | 68,1            |                |                           |           |
| Phước Nghĩa   | Huyện Tuy Phước    |                 |                |                           |           |
| Phước Quang   | Huyện Tuy Phước    |                 |                |                           |           |
| Phước Sơn     | Huyện Tuy Phước    |                 |                |                           |           |
| Phước Thành   | Huyện Tuy Phước    |                 |                |                           |           |
| Phước Thắng   | Huyện Tuy Phước    |                 |                |                           |           |
| Phước Thuận   | Huyện Tuy Phước    |                 |                |                           |           |
| Tây An        | Huyện Tây Sơn      |                 |                |                           |           |
| Tây Bình      | Huyện Tây Sơn      |                 |                |                           |           |
| Tây Giang     | Huyện Tây Sơn      |                 |                |                           |           |
| Tây Phú       | Huyện Tây Sơn      |                 |                |                           |           |
| Tây Thuận     | Huyện Tây Sơn      |                 |                |                           |           |
| Tây Vinh      | Huyện Tây Sơn      |                 |                |                           |           |
| Tây Xuân      | Huyện Tây Sơn      |                 |                |                           |           |
| Vĩnh An       | Huyện Tây Sơn      |                 |                |                           |           |
| Vĩnh Hảo      | Huyện Vĩnh Thạnh   |                 |                |                           |           |
| Vĩnh Hiệp     | Huyện Vĩnh Thạnh   |                 |                |                           |           |
| Vĩnh Hòa      | Huyện Vĩnh Thạnh   |                 |                |                           |           |
| Vĩnh Kim      | Huyện Vĩnh Thạnh   |                 |                |                           |           |
| Vĩnh Quang    | Huyện Vĩnh Thạnh   |                 |                |                           |           |
| Vĩnh Sơn      | Huyện Vĩnh Thạnh   |                 |                |                           |           |
| Vĩnh Thịnh    | Huyện Vĩnh Thạnh   |                 |                |                           |           |
| Vĩnh Thuận    | Huyện Vĩnh Thạnh   |                 |                |                           |           |